# Francesco Albizzi
Francesco Albizzi (ur. 24 października 1593 w Cesenie, zm. 5 października 1684 w Rzymie) – włoski kardynał.

## Życiorys
Urodził się 24 października 1593 roku w Cesenie, jako syn Tomasa Albizziego i Francesci Funetti. Studiował na Uniwersytecie Bolońskim, gdzie uzyskał doktorat utroque iure. Następnie został wykładowcą i w 1614 roku poślubił Violante Martinelli, z którą miał pięcioro dzieci: Giustinę, Laurę, Giovanniego Battistę, Carla i Vincenza. W 1623 roku owdowiał, a potem wstąpił do stanu duchownego i po roku otrzymał święcenia kapłańskie. Był człownkiem rzymskiej inkwizycji, referendarzem Trybunału Obojga Sygnatur i datariuszem Penitencjarii Apostolskiej. 2 marca 1654 roku został kreowany kardynałem prezbiterem i otrzymał kościół tytularny Santa Maria in Via. W okresie 1667–1668 pełnił rolę kamerlinga Kolegium Kardynałów. Zmarł 5 października 1684 roku w Rzymie.

## Dzieła
- De iurisdictione quam habent cardinales in ecclesiis suorum titulorum. Roma: Stamperia Camerale, 1668. (łac.). Brak numerów stron w książce
- Risposta alla Historia della Sacra Inquisitione composta già dal R. P. Paolo Servita, 1678.
- De incostantia in iudiciis, 1698.

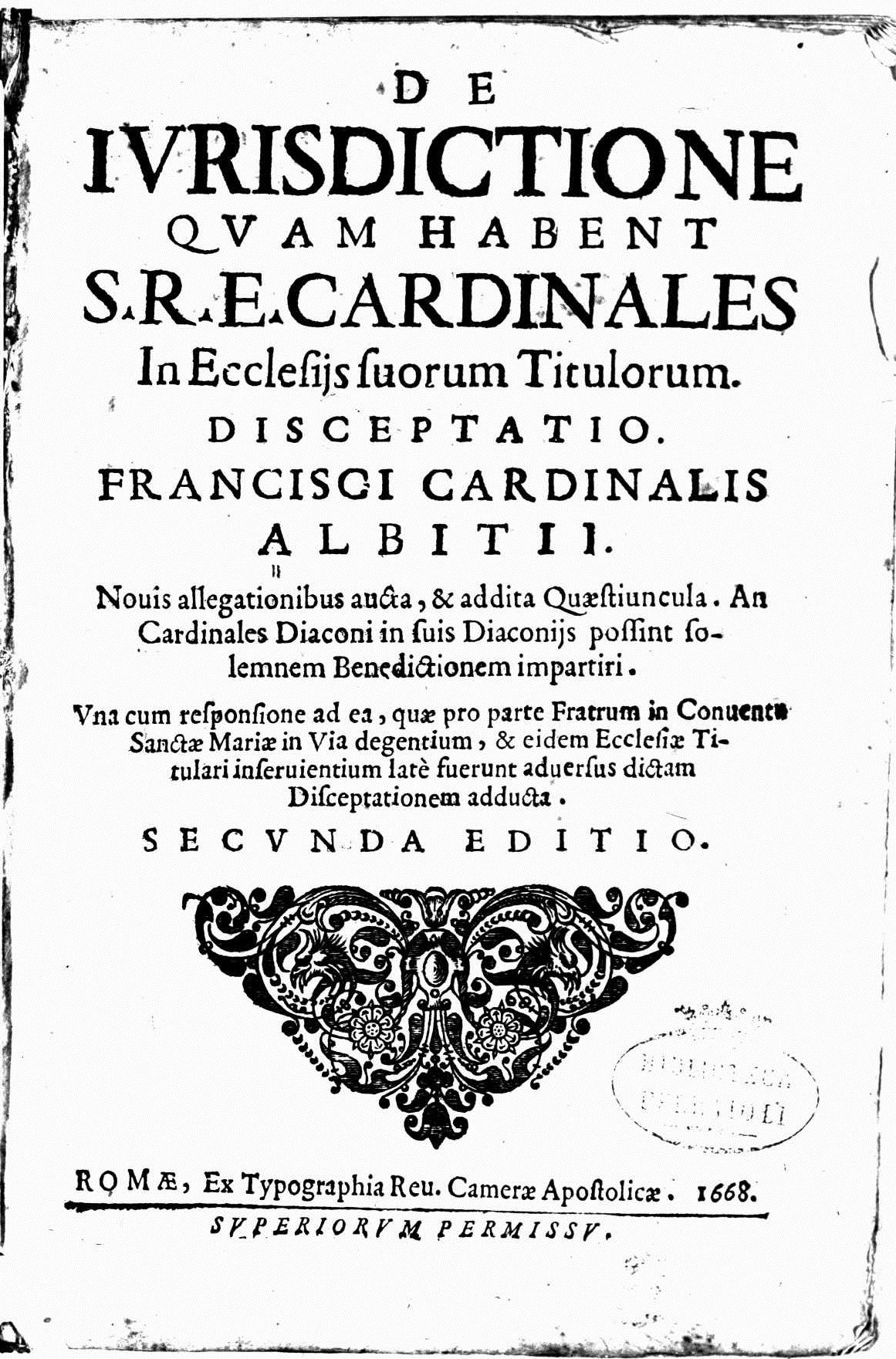
De iurisdictione quam habent cardinales in ecclesiis suorum titulorum, 1668